# Districte de Riviera
El Districte de Riviera és un dels 8 districtes del cantó de Ticino (Suïssa). Té 12193 habitants (cens de 2007) i una superfície de 164.4 km². Està format per sis municipis i el cap del districte és Biasca.

## Municipis
| Circolo della Riviera | Circolo della Riviera | Circolo della Riviera | Circolo della Riviera | Circolo della Riviera |
| Escut                 | Nom                   | Habitants (Des. 2007) | Superfície en km²     | Núm. OFS              |
| --------------------- | --------------------- | --------------------- | --------------------- | --------------------- |
| Biasca                | Biasca                | 5926                  | 59.1                  | 5281                  |
| Claro                 | Claro                 | 2479                  | 21.2                  | 5282                  |
| Cresciano             | Cresciano             | 613                   | 17.2                  | 5283                  |
| Iragna                | Iragna                | 549                   | 18.3                  | 5284                  |
| Lodrino               | Lodrino               | 1601                  | 31.6                  | 5285                  |
| Osogna                | Osogna                | 1025                  | 19.0                  | 5286                  |
|                       | Total                 | 12'193                | 166.4                 | 2107                  |